# Leptopterna dolabrata

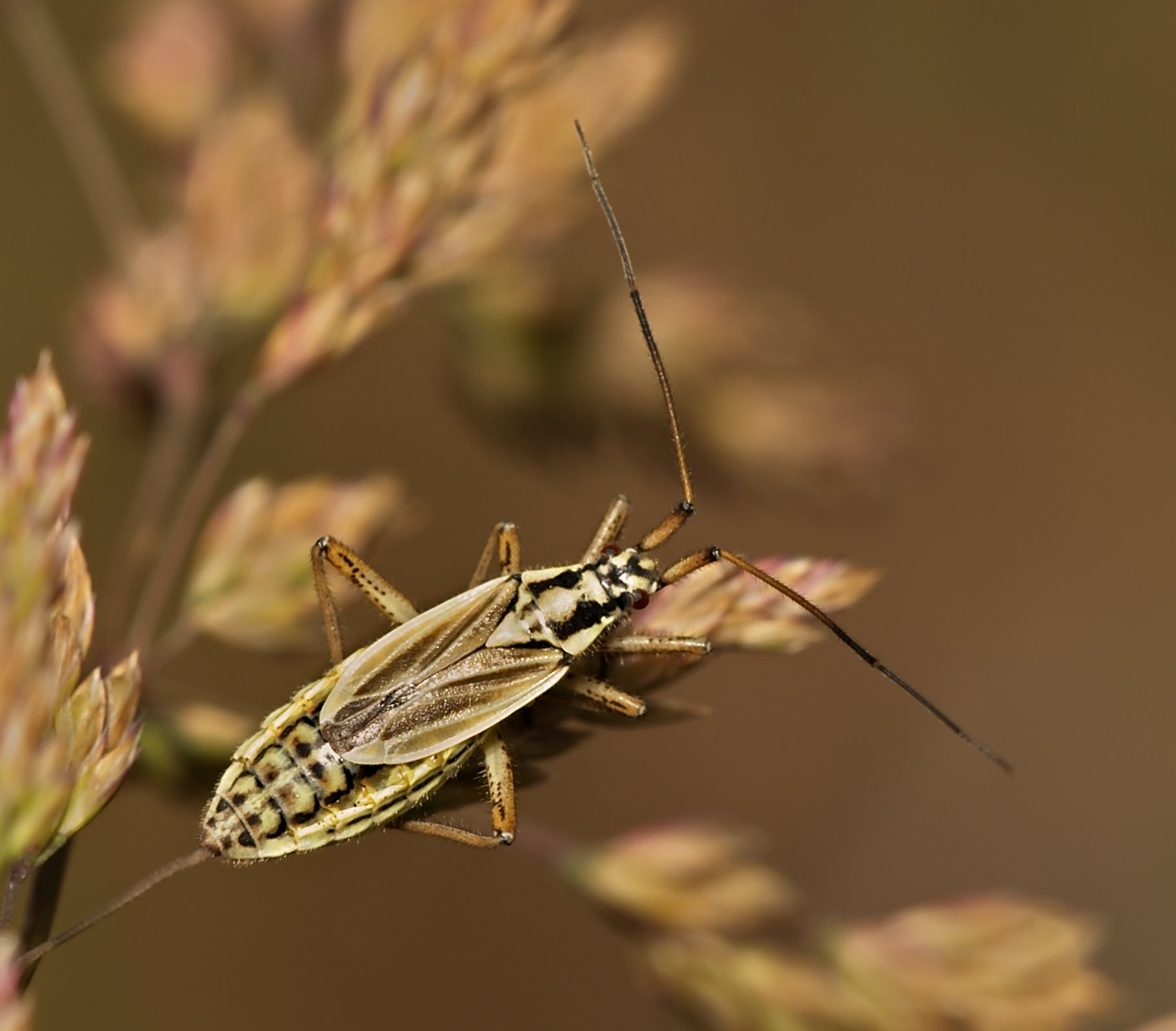
Weibchen

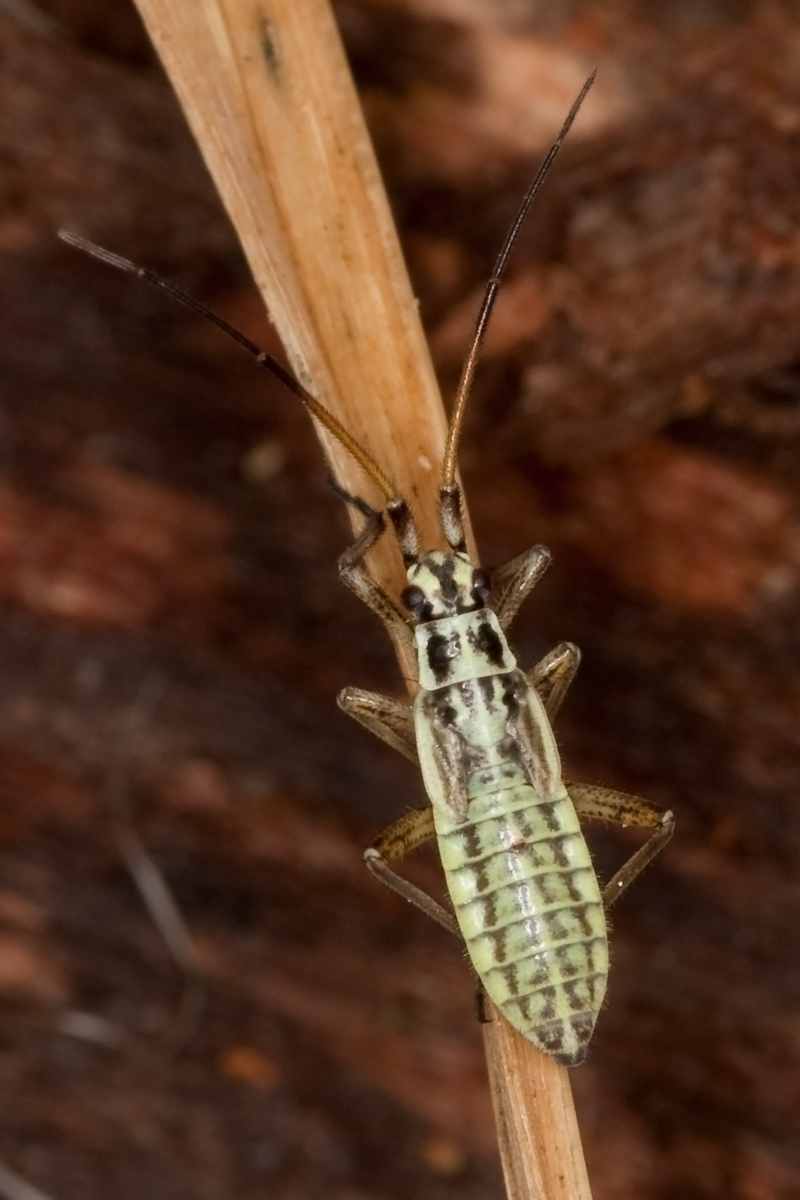
Nymphe

Leptopterna dolabrata, auch Langhaarige Dolchwanze (oder – wie auch andere Vertreter der Stenodemini – als „Graswanze“ bezeichnet), ist eine Wanzenart aus der Familie der Weichwanzen (Miridae).

## Merkmale
Die Wanzen werden 7,1 bis 9,5 Millimeter lang. Die großen Arten der Gattung Leptopterna haben häufig rötlich oder orange-gelb gefärbte Hemielytren. Sie tragen schräge Gruben zwischen den Facettenaugen und die Beine und Fühler sind mit langen dunklen Haaren behaart. Männchen und Weibchen von Leptopterna dolabrata unterscheiden sich in ihrem Aussehen (Sexualdimorphismus). Männchen sind immer voll geflügelt (makropter), Weibchen haben in der Regel verkürzte (brachyptere) Hemielytren. Die Männchen haben eine schwarze und gelbe bis schwarze und orange-rote Grundfarbe, wobei sie im Alter dunkler werden. Das zweite Fühlerglied ist viel länger als das dritte und vierte zusammen. Bei den Weibchen ist das zweite Fühlerglied dünner als die Basis der Schienen (Tibien) der Vorderbeine. Die Weibchen sind grün-gelblich gefärbt.

## Vorkommen und Lebensraum
Die Art kommt in fast ganz Europa bis in den nördlichen Mittelmeerraum und östlich über Kleinasien bis in die Kaspische Region vor. Sie wurde durch den Menschen auch in Nordamerika eingeschleppt. Sie ist in Mitteleuropa weit verbreitet und häufig.
Besiedelt werden offene bis halbschattige und vor allem nährstoffreiche Graslebensräume, die feucht bis trocken sein können. Man findet sie beispielsweise auch in Mooren und nassen Wiesen. Es gibt jedoch auch Bodentypen, die die Art meidet. Manchmal leben sie auch in Getreidefeldern, sind dort aber als Schädlinge nicht relevant.

## Lebensweise
Die Wanzen ernähren sich von hoch wachsenden Gräsern wie beispielsweise von Lieschgräsern (Phleum), Fuchsschwanzgräsern (Alopecurus), Honiggräsern (Holcus) oder Knäuelgräsern (Dactylis). Sie saugen an den Ähren. Die Nymphen saugen im ersten bis dritten Stadium mangels Ausbildung der Ähren auch an den Blättern und Halmen der Gräser. Die Nymphen schlüpfen ab Anfang bis Mitte Mai und entwickeln sich bis in den Juni zu den adulten Wanzen. Diese leben bis in den August, selten findet man Weibchen auch noch im September. Sie stechen ihre länglichen Eier überwiegend im Juli in den Hohlraum der Grashalme im unteren Teil der Gräser oder in den Spalt zwischen der Blattscheide und dem Halm ein.

## Belege